# Wschodnia obwodnica GOP
Wschodnia obwodnica GOP – obwodnica biegnąca wschodnią częścią Górnośląskiego Okręgu Przemysłowego (GOP) w województwie śląskim. Została zbudowana w latach 1978–1983. Jest częścią trasy europejskiej E75, drogi krajowej nr 1, drogi ekspresowej S1, gierkówki oraz częściowo trasy europejskiej E462. Biegnie od węzła Pyrzowice na autostradzie A1 przez miejscowości Mierzęcice, Podwarpie, Dąbrowa Górnicza, Sosnowiec, Jaworzno, Mysłowice, Imielin, Lędziny i Katowice do Tychów.

## Historia numeracji
Od otwarcia drogi aż do reformy sieci drogowej z grudnia 1985 roku trasa posiadała oznaczenie drogi państwowej nr 227. W latach 1986–2000 oznakowana była jako droga krajowa nr 15. Od roku 2000 posiada oznaczenie drogi nr 1.

## Profil drogi
Wschodnia obwodnica GOP o długości 55 km jest oznakowana jako droga ekspresowa S1.
Na całym odcinku jest w pełni bezkolizyjna i posiada po dwa pasy ruchu na każdą jezdnię (oraz dodatkowo pas awaryjny). Na kilkusetmetrowym odcinku posiada trzy pasy (w mysłowickiej dzielnicy Kosztowy).